# Herzogsdorf
Herzogsdorf est une commune autrichienne du district d'Urfahr-Umgebung en Haute-Autriche.

## Jumelage
Tourouvre (France) depuis 1982.